# سد سون لا
سد سون لا (به لاتین: Sơn La Dam) یک نیروگاه برقابی در ویتنام است که در Ít Ong, Mường La District, Sơn La Province واقع شده‌است.